# Canal de Zhengguo

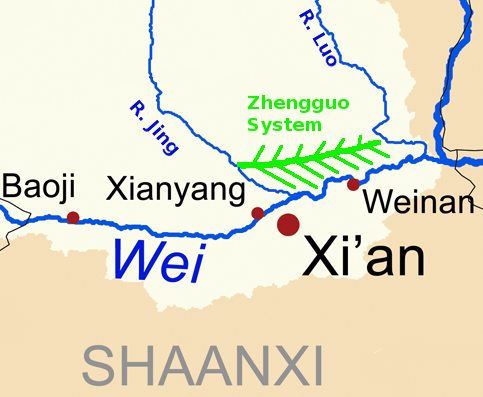
Bosquejo de la ubicación del canal de Zhegguo original

El canal de Zhengguo, también conocido como Zhengguoqu o bien canal Chengkuo (en chino simplificado: 郑国渠; en chino tradicional: 鄭國渠; en pinyin: Zhèng Guó Qú), que fue llamado así ya que su diseñador se llamaba Zheng Guo, es un gran canal situado en la provincia de Shaanxi, en China. El canal irriga la llanura de Guanzhong, al norte de Xi'an. Junto con el sistema de irrigación de Dujiangyan y el canal Lingqu, es uno de los tres mayores proyectos de conservación y aprovechaminto de agua construidos antes de la dinastía Qin, en la antigua China. El canal esta conectado con el río Jing y el río Luo, afluentes septentrionales del río Wei.

## Historia
El historiador Sima Qian en sus registros de Memorias históricas escribió sobre el canal de Zhengguo lo siguiente:

Pero Han se enteró de que a Qin le gustaba embarcarse en empresas, así que con la intención de hacer que sus energías se disiparan y con el fin de evitar que hiciera un ataque al este, envió a un ingeniero de aguas llamado Zheng Guo para que diera consejos controvertidos a Qin haciéndole excavar un canal desde el río Jing al oeste del monte Zhong hasta Hukou, desde donde debía ir hacia el este a lo largo de las montañas del norte y desembocar en el Luo. Tendría más de 300 liras de largo, y la intención sería utilizarlo para regar los campos. Cuando se completó a medias el verdadero propósito se realizó, y Qin intentó matar a Zheng Guo, pero Zheng Guo dijo: "Al principio actuaba para causar disensión, pero cuando el canal se complete seguramente será un beneficio para Qin". Qin pensó que esto era cierto, así que al final el progreso en el canal continuó. Cuando el canal siguió avanzando, se usó para hacer fluir las aguas estancadas e irrigar la tierra salada en un área de más de 40 000 qing, de modo que la cosecha ascendió a un zhong por mou. En ese momento, la zona de los pasos se convirtió en tierra fértil pero sin cultivar, y no hubo años calamitosos, por lo que Qin se hizo rico y fuerte, y al final unificó los estados feudales. Debido a esto se llamó el Canal de Zheng Guo.

- Sima Qian, Shiji

El plan para drenar y agotar los recursos del Estado de Qin fracasó cuando este mismo completó con éxito el canal, que irrigó unos 27 000 kilómetros cuadrados de tierras agrícolas adicionales, proporcionando al reino recursos suficientes para aumentar el tamaño de sus ya enormes ejércitos. Hasta el día de hoy, la tierra que rodea el canal de Zhengguo es extremadamente fértil.
En el momento de su finalización en el año 246 a. C., durante la dinastía Han, el canal ya tenía gran cantidad de sedimentos en el fomdo. Bajo la supervisión de Bai Gong, un nuevo canal fue cortado para alimentar la irrigación en el 95 a. C. Durante los siguientes 2000 años, recortar y mover la boca de alimentación del canal aguas arriba del río Jing se convirtió en un patrón, ya que el cieno acumulado en los canales y el río aunmentaba la cota de su lecho con la consiguiente disminución del flujo de agua y, por tanto, la eficiencia del sistema.